# تارجي بيدرسن
تارجي بيدرسن (بالنرويجية البوكمول: Terje Pedersen)‏ هو رامي الرمح ‏ نرويجي، ولد في 9 فبراير 1943 في أوسلو في النرويج.

## وصلات خارجية
- تارجي بيدرسن على موقع أوليمبيديا (الإنجليزية)
- تارجي بيدرسن على موقع الموسوعة البريطانية (الإنجليزية)